# Alexandra Manley
Pour les articles homonymes, voir Manley.
Alexandra, comtesse de Frederiksborg, née Alexandra Christina Manley, le 30 juin 1964 à Hong Kong, est l’ex-épouse du prince Joachim de Danemark, fils cadet de la reine Margrethe II de Danemark.

## Biographie
Alexandra Christina Manley est née à Hong Kong le 30 juin 1964. Elle est la fille de Richard Nigel Manley (1924-2010), cadre supérieur dans une compagnie d'assurances et d'origine sino-britannique, et de Christa Maria Manley (née Nowotny, 1933-2023), directrice d'une agence de communications et d'origine tchèque et autrichienne.

### Études et carrière
Alexandra Manley a étudié le commerce international dans les universités de Vienne, Tokyo et Londres, sans obtenir de licence[réf. nécessaire].
Elle travaille dans le secteur de la banque d'investissement à Hong Kong, employée par Citibank, Jardine Fleming, puis GT Management Asia Ltd dont elle est la directrice générale adjointe du département Ventes & Marketing (de 1993 à 1995).

### Premier mariage
Alexandra Manley a épousé le 18 novembre 1995 au château de Frederiksborg, au nord de Copenhague, le prince Joachim de Danemark.

### Maternité
Ils ont deux enfants :
- Nikolai William Alexander Frederik (né prince Nikolai de Danemark, né le 28 août 1999), comte de Monpezat[3] ;
- Felix Henrik Valdemar Christian (né prince Felix de Danemark, né le 22 juillet 2002), comte de Monpezat[4].

### Divorce
Joachim de Danemark et Alexandra Manley se séparent en 2004 et divorcent le 8 avril 2005.
Après ce divorce, elle conserve son titre de princesse de Danemark, mais sa qualification d'altesse royale est rétrogradée à celle d'altesse. Quelques jours après, la reine Margrethe II lui confère le titre de comtesse de Frederiksborg et lui offre une maison (une ancienne ambassade). 
Malgré son divorce, elle perçoit une pension annuelle de 330 000 $ du gouvernement danois (de 2005 à 2020), et continue d'être invitée à certaines cérémonies de la famille royale, de pouvoir disposer d'un diadème de la collection royale, et de remplir diverses activités officielles, notamment le patronage de l'Unicef-Danemark et de l'Association danoise des aveugles.

## Mariage avec Martín Jorgensen et nouveau statut
Le 3 mars 2007, elle épouse le photographe Martin Jørgensen (né le 2 mars 1978 à Valby). Par ce mariage, elle perd sa qualification d'altesse et son statut de princesse. Elle ne conserve que son titre de comtesse de Frederiksborg et sa qualification est remplacée par celle de Son Excellence. Le couple divorce en 2015 après huit ans de mariage.
En 2016, la comtesse Alexandra met en vente la maison offerte par la reine Margrethe lors de son divorce avec le prince Joachim. Elle a annoncé qu'elle renoncera à sa dotation du gouvernement danois après le 18e anniversaire de son fils cadet le 22 juillet 2020.

## Titulature
- 18 novembre 1995 - 7 avril 2005 : Son Altesse Royale la princesse Alexandra de Danemark ;
- 8 avril 2005 - 15 avril 2005 : Son Altesse la princesse Alexandra de Danemark ;
- 16 avril 2005 - 3 mars 2007 : Son Altesse la princesse Alexandra, comtesse de Frederiksborg ;
- depuis le 3 mars 2007 : Son Excellence la comtesse de Frederiksborg.

Armoiries de la princesse Alexandra de 1995 à 2005.
Monogramme de la princesse Alexandra de 1995 à 2005.

## Sources
- (en) Cet article est partiellement ou en totalité issu de l’article de Wikipédia en anglais intitulé « Alexandra, Countess of Frederiksborg » (voir la liste des auteurs).